# إميليانو ريجوني
إميليانو ريجوني (بالإسبانية: Emiliano Rigoni)‏ (4 فبراير 1993 الأرجنتين - ) هو لاعب كرة قدم أرجنتيني، يلعب كلاعب وسط.

## وصلات خارجية
إميليانو ريجوني على موقع الدوري الأمريكي (الإنجليزية)
- إميليانو ريجوني على موقع قاعدة بيانات كرة القدم.إي يو (الإنجليزية)
- إميليانو ريجوني على موقع ليكيب (الفرنسية)
- إميليانو ريجوني على موقع ناشيونال فوتبول تيمز (الإنجليزية)
- إميليانو ريجوني على موقع Soccerway.com (الإنجليزية)
- إميليانو ريجوني على موقع عالم كرة القدم.نت (الإنجليزية)